# Once Again (EP)
Once Again, è un singolo di musica dance realizzato a gennaio 2010 (in versione main mix e club mix) dai disc jockey e produttori discografici Sanny J e Prevale.
La versione main mix è stata inserita, prima all'interno della compilation DJ Player Vol. 9, poi aggiunta insieme alla versione club mix nella DJ Player Collection 01, entrambe pubblicate dall'etichetta discografica Disco Planet Records e distribuite in tutta Italia da Self.

## Tracce
Musiche di Santo Finocchiaro, Carlo Prevale; edizioni musicali Disco Planet Records.
1. Sanny J & Prevale – Once Again (Main Mix) – 5:50 (musica: Santo Finocchiaro, Carlo Prevale)
2. Sanny J & Prevale – Once Again (Club Mix) – 5:51 (musica: Santo Finocchiaro, Carlo Prevale)

Durata totale: 11:41